# Фелиция де Руси
Фелиция де Руси (ок. 1060 — 3 мая 1123, Барселона) — королева Арагона и королева Наварры, вторая жена Санчо I.

## Биография
Фелиция была младшей дочерью графа Мондидье и Руси Ильдуина IV и его жены Алисы. Она родилась около 1060 года, вероятно, во владениях своих родителей.
В 1063 году папа римский Александр II провозгласил крестовый поход против мавров Аль-Андалуса с целью захвата города Барбастро, занятого правителем тайфы Лерида. Граф Эбль II де Руси, сын Ильдуина и брат Фелиции, решил принять участие в этом крестовом походе и двинулся в Арагон. Там он встретил арагонского короля Санчо I. После взятия Барбастро Эбль остался при дворе короля Арагона и помог ему в «Войне трёх Санчо» (1065—1067).
В 1070 году Санчо I решил расторгнуть свой брак с Изабеллой Урхельской. Чтобы скрепить свой союз с Эблем II, Санчо I в том же году женился на Фелиции. В доказательство сильного союза между арагонским королем и правителем Шампани, Эбль II вновь организовал поход в Арагон в 1073 году, но он оказался безрезультатным.
После смерти мужа Фелиция получила титульные земли Санчо — Рибагорсу и титул графини.
Фелиция умерла в Барселоне 3 мая 1123 года. Её тело было погребено в монастыре Сан-Хуан-де-ла-Пенья.

## Дети
Фелиция родила своему мужу Санчо I троих:
- Фердинанд (1071—1086);
- Альфонсо I Воитель (1073—1134), король Наварры и Арагона в 1104—1134;
- Рамиро II Монах